# Brama Świdnicka

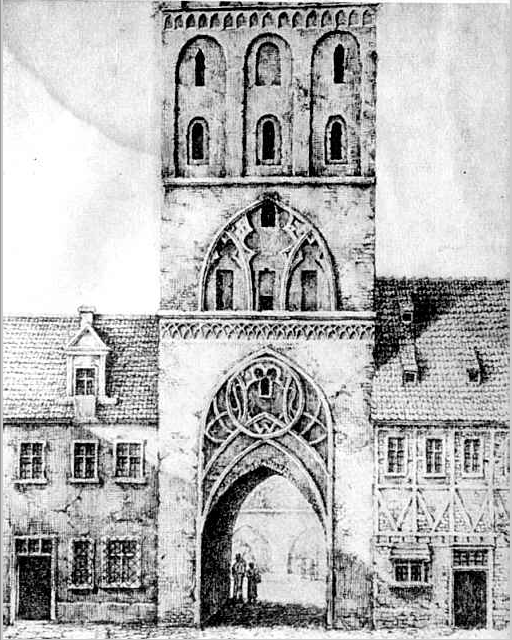
Zewnętrzna Brama Świdnicka widziana od strony centrum miasta; grafika Heinricha Mützela z 1824

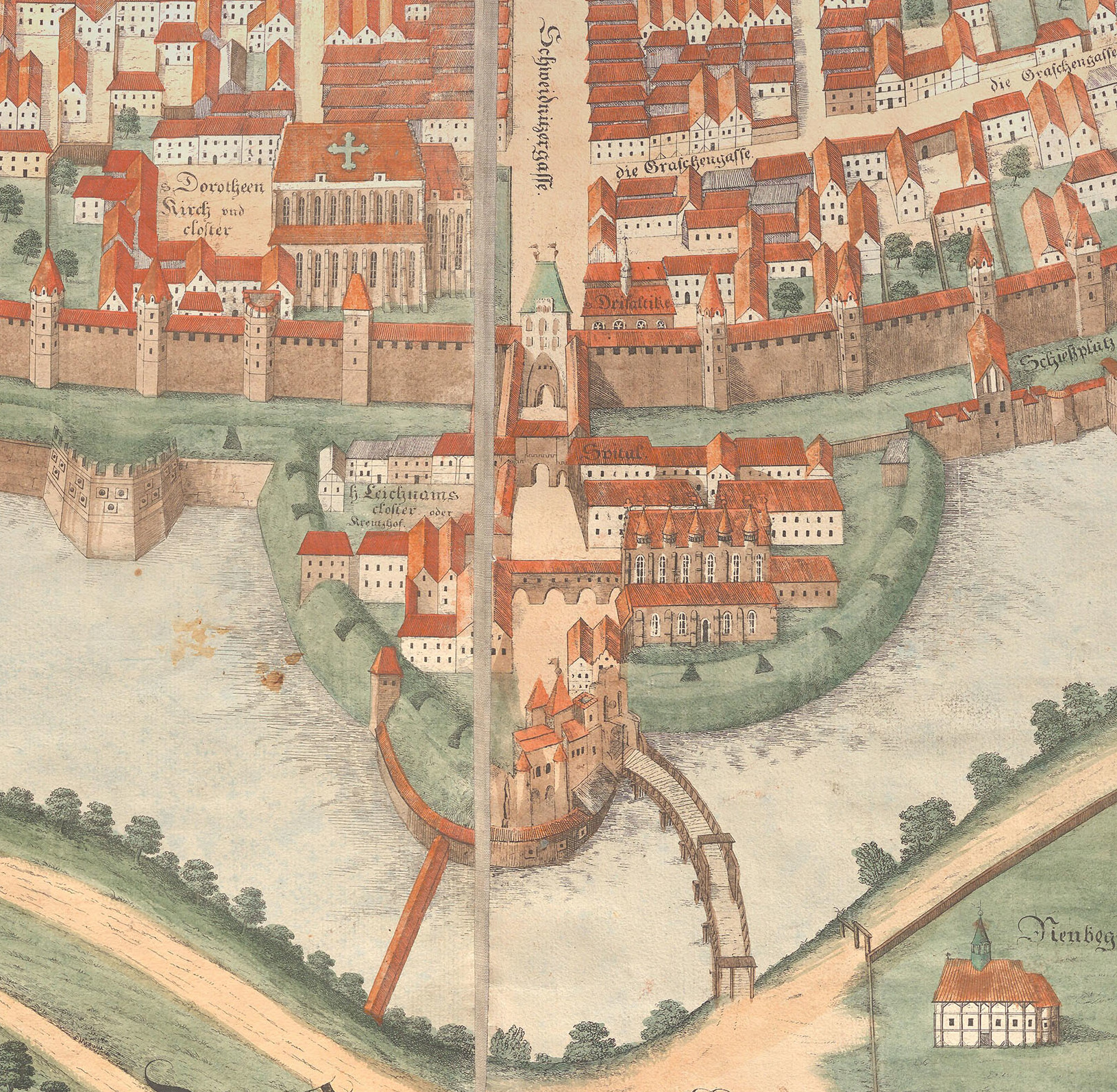
Aksonometryczny plan Wrocławia z 1562, kopia Partscha z 1826 r.

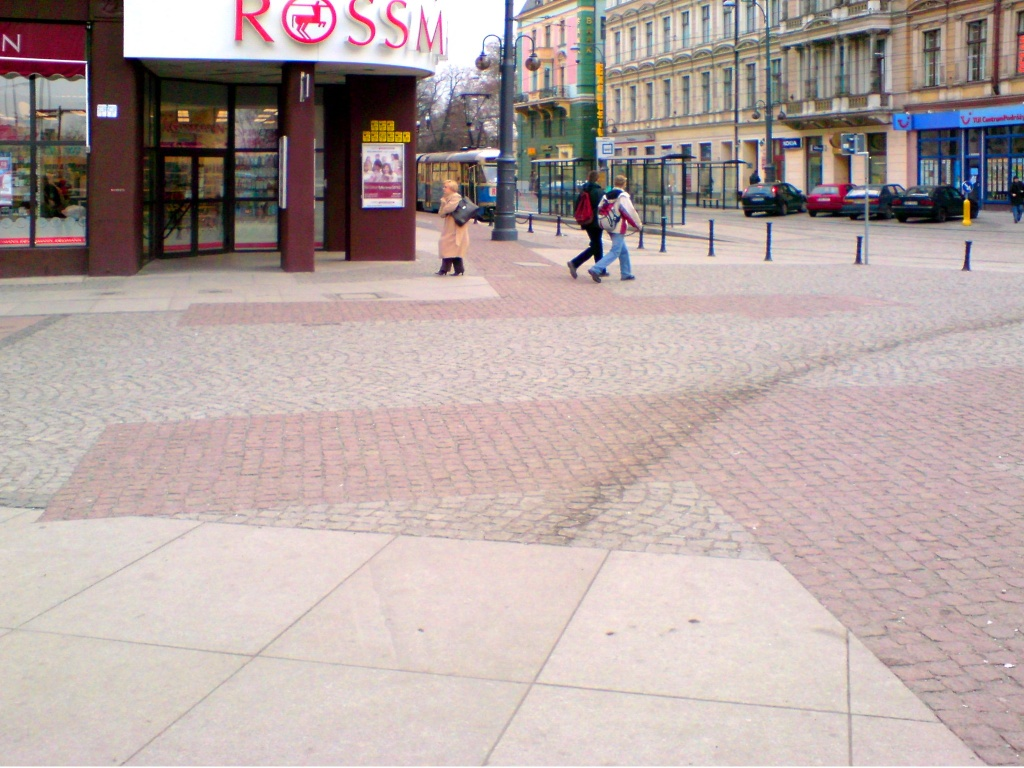
Zarys Bramy w jezdni ul. Świdnickiej

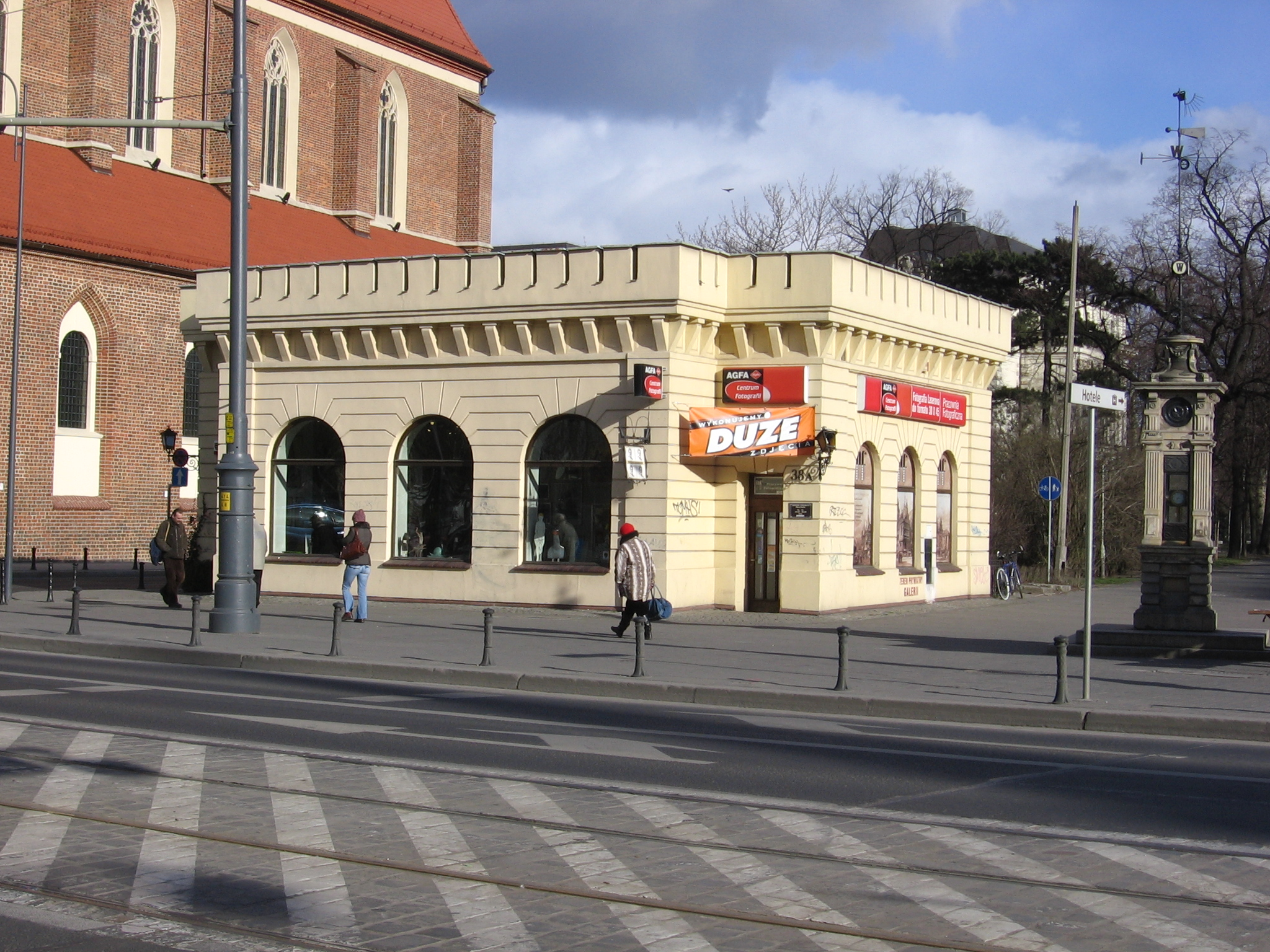
Zachowany budynek odwachu

Brama Świdnicka – zespół bram miejskich w południowej części umocnień fortecznych Wrocławia. Bramy znajdowały się: jedna w linii wewnętrznej umocnień, druga w linii zewnętrznej, oraz wybudowana później brama przy komandorii joannitów i kościele Bożego Ciała, która zastąpiła dwie poprzednie. Całość wyburzona na początku XIX wieku.

## Lokalizacja
Wrocław miał w swoim systemie fortyfikacji dwie linie murów (obie linie murów zostały rozebrane) i dwie fosy: wewnętrzną (nie zachowała się, w jej linii przebiega w przybliżeniu dzisiejsza trasa W-Z) i zewnętrzną (dzisiejsza Fosa Miejska). W obu liniach fortyfikacji na trakcie świdnickim znajdowały się bramy: starsza w linii wewnętrznej i nieco nowsza – w linii zewnętrznej. Przy komandorii joannitów i kościele Bożego Ciała znajdowała się trzecia brama Świdnicka.

## Historia

### Brama wewnętrzna
Brama w linii murów wewnętrznych powstała w latach 1260–1274, w tym samym czasie co Brama Ruska, wewnętrzna Brama Mikołajska i wewnętrzna Brama Oławska. Była podobna do nich, w postaci wieży na podstawie kwadratu o boku 8 metrów.

### Brama zewnętrzna
Druga brama powstała około przełomu wieków XIII i XIV wraz z zewnętrzną Bramą Mikołajską i zewnętrzną Oławską. Prace budowlane przy bramie wzmiankowano w 1318. Charakter architektoniczny wieży bramnej literatura określa jako wczesnogotycki. Miała ona sześć kondygnacji, zwieńczenie blankami i czterospadowym hełmem oraz przejazd w osi. Zlokalizowana była w rejonie dzisiejszego skrzyżowania ulic Świdnickiej i Modrzejewskiej, obok dzisiejszego hotelu „Monopol”, w pobliżu gmachu Opery Wrocławskiej. Brama składała się z kilku elementów: pierwszym była wysoka prostopadłościenna wieża bramna przejazdowa wzniesiona na planie kwadratu o boku ok. 9 metrów. Brama miała sześć kondygnacji i przykryta była czterospadowym dachem oraz przejazdem w osi. Przed wjazdem znajdował się most zwodzony, który w kolejnych dziesięcioleciach został zastąpiony podnoszoną broną. W części południowej znajdowało się: przedbramie z kolebkowym przęsłem mostowym rozciągniętym na przestrzeni 11 metrów, z filarowo-łękowymi ścianami fundamentowym szyi bramnej i jej przedłużeniami w kierunku zachodnim do komandorii joannitów i wschodnim do kościoła Bożego Ciała oraz ze ścianą czołową szyi bramnej. Na ścianie znajdującej się ponad bramami wjazdowymi znajdowały się elementy obronne m.in. machikuły. Bram przestała pełnić swoją funkcję pod koniec średniowiecza, kiedy to powstała III brama świdnicka i pełniła rolę bramy reprezentatywnej. W XVI wieku na zachód od bramy wzniesiono pierwsze budynki mieszkalne.

### Trzecia brama Świdnicka
Trzecia brama znajdowała się przy komandorii joannitów (już nieistniejącej) i kościoła Bożego Ciała, czyli około 100 metrów na południe od bramy zewnętrznej, poza linią głównych murów miejskich. Dopiero w I połowie XV wieku ufortyfikowano komandorię przy pomocy kurtyny ze strzelnicami, co wiązało się z rozbudową przedbramia i zmianą osi wjazdu do miasta. W następnym stuleciu na południe od wieży Bramy Świdnickiej postawiono basteję o podstawie półkola. W 1693 na jej miejscu wzniesiono tzw. „Dzieło Nowe” z rawelinem osłaniającym Bramę. Była to już piąta wersja bramy, mająca postać łuku triumfalnego z herbem Wrocławia nad wjazdem. Ostatnia rozbudowa Bramy miała miejsce w II połowie XVIII wieku i związana była z pogłębieniem fortyfikacji, usypaniem dodatkowego rawelinu i kontrgardy oraz płaszcza osłonowego, a także kolejną zmianą osi wjazdu do miasta.

### Likwidacja
Wraz z nakazaną przez Francuzów (po zwycięskim oblężeniu Wrocławia z 1806/1807) likwidacją fortyfikacji miejskich Brama Świdnicka przestała istnieć. Z zespołu zabudowy przy Zewnętrznej Bramie Świdnickiej zachował się jednak do dziś powstały w czasie fryderycjańskiej rozbudowy Twierdzy Wrocław w połowie XVIII wieku odwach, położony po wschodniej stronie ulicy Świdnickiej, na południe od kościoła Bożego Ciała. Budynki tego typu istniały wówczas przy wszystkich wrocławskich bramach.

### Odwach
Po rozbiórce fortyfikacji parterowy budynek Odwachu zachował swoje militarne przeznaczenie, gdyż po przeciwnej stronie ulicy wzniesiono w 1844 wedle projektu Augusta Stülera gmach Generalnej Komendantury (sztabu). W tym samym czasie sam Odwach został przebudowany w stylu neorenesansowym, wzorowanym na architekturze renesansowej Florencji, być może wedle projektu Carla Ferdinanda Langhansa.
W dawnym budynku odwachu umieszczono galerię sztuki. W jego bezpośrednim sąsiedztwie znajduje się XIX-wieczna wieżyczka – Pogodynka – z barometrem i zegarem, wzorowana na tego typu urządzeniach w ośrodkach zdrojowych.